# Leptobrachium waysepuntiense
Espèce
Leptobrachium waysepuntiense est une espèce d'amphibiens de la famille des Megophryidae.

## Répartition
Cette espèce est endémique de Sumatra en Indonésie.

## Description
L'holotype de Leptobrachium waysepuntiense, une femelle adulte, mesure 58,3 mm et le paratype, un mâle adulte, 50 mm. Son dos est gris brunâtre sombre. Sa tête est ornée d'une tache en forme de V. Ses flancs s'éclaircissent progressivement vers sa face ventrale qui est gris clair et tachetée de blanc et orange.
Cette espèce se distingue des autres membres du genre Leptobrachium par son iris bleu clair.

## Étymologie
Son nom d'espèce, composé de waysepunti et du suffixe latin -ense, « qui vit dans, qui habite », lui a été donné en référence au lieu de sa découverte, le sentier Way Sepunti non loin du village de Kubu Perahu dans la province de Lampung.

## Publication originale
- Hamidy & Matsui, 2010 : A new species of blue-eyed Leptobrachium (Anura: Megophryidae) from Sumatra, Indonesia. Zootaxa, no 2395, p. 34-44.